# Aysha diversicolor
Aysha diversicolor là một loài nhện trong họ Anyphaenidae.
Loài này thuộc chi Aysha. Aysha diversicolor được Eugen von Keyserling miêu tả năm 1891.